# Achtdamesprobleem
Het achtdamesprobleem is een schaakprobleem waarbij acht dames zodanig op een schaakbord van 8×8 velden moeten worden geplaatst dat ze elkaar volgens de schaakregels niet aanvallen of dekken. Dit betekent dat twee dames niet in dezelfde kolom, rij of diagonaal kunnen staan. Het achtdamesprobleem is een voorbeeld van het meer algemene {\displaystyle n}-damesprobleem, waarbij {\displaystyle n} dames op een {\displaystyle n\times n} schaakbord geplaatst moeten worden. Voor {\displaystyle n=2} en {\displaystyle n=3} kunnen er {\displaystyle n-1} dames op het bord geplaatst worden, voor grotere {\displaystyle n} kunnen {\displaystyle n} dames geplaatst worden.

## Geschiedenis
Het probleem werd oorspronkelijk in 1848 geformuleerd door de schaker Max Bezzel. Jarenlang werd door verscheidene wiskundigen aan het probleem gewerkt. Als eerste noemde Franz Nauck het correcte aantal oplossingen in 1850: 92. Na de publicatie hebben vele wiskundigen, inclusief Carl Friedrich Gauss, zich met het probleem beziggehouden. Reeds in september 1850 publiceerde Nauck alle 92 oplossingen voor dit probleem, maar gaf geen bewijs dat dit alle oplossingen waren. Gauss heeft in detail beschreven hoe zo'n bewijs er zou moeten uitzien, maar heeft het nooit toegepast, ook al beweerde Gauss dat het "maar een uur of twee in beslag zou nemen".
De Engelse wiskundige James W. L. Glaisher stelde in 1874 voor om ook het meer algemene {\displaystyle n}-damesprobleem te onderzoeken. Datzelfde jaar bewees Pauls dat de oplossing van Nauck volledig was: er bestaan niet meer dan 92 oplossingen.
Edsger Dijkstra nam in 1972 het achtdamesprobleem als voorbeeld om de voordelen van gestructureerd programmeren mee te laten zien. Hij gebruikte bij zijn backtracking de methode van depth-first search.

## Oplossingen
Er zijn wanneer de namen van de velden in acht worden genomen 92 mogelijkheden om de acht dames op het schaakbord te plaatsen. Wanneer de namen van de velden niet tellen, zijn er twaalf oplossingen. Het verschil zit erin dat dan door draaien en spiegelen twee van de 92 oplossingen hetzelfde kunnen zijn. De twaalf oplossingen die niet door draaien en spiegelen in elkaar kunnen worden overgevoerd heten uniek. De hieronder getoonde oplossingen zijn de twaalf unieke oplossingen. Elf van de twaalf unieke oplossingen hebben acht varianten, alleen de laatste unieke oplossing, die is puntsymmetrisch, heeft daardoor maar vier varianten. Ter controle: {\displaystyle 8\times 11+4=92}.
| 8 | __          | __ | __ | ql | __ | __ | __ | __ |
| 7 | __          | __ | __ | __ | __ | __ | ql | __ |
| 6 | __          | __ | ql | __ | __ | __ | __ | __ |
| 5 | __          | __ | __ | __ | __ | __ | __ | ql |
| 4 | __          | ql | __ | __ | __ | __ | __ | __ |
| 3 | __          | __ | __ | __ | ql | __ | __ | __ |
| 2 | ql          | __ | __ | __ | __ | __ | __ | __ |
| 1 | __          | __ | __ | __ | __ | ql | __ | __ |
|   | a           | b  | c  | d  | e  | f  | g  | h  |
|   | oplossing 1 |    |    |    |    |    |    |    |

| 8 | __          | __ | __ | __ | ql | __ | __ | __ |
| 7 | __          | ql | __ | __ | __ | __ | __ | __ |
| 6 | __          | __ | __ | ql | __ | __ | __ | __ |
| 5 | __          | __ | __ | __ | __ | __ | ql | __ |
| 4 | __          | __ | ql | __ | __ | __ | __ | __ |
| 3 | __          | __ | __ | __ | __ | __ | __ | ql |
| 2 | __          | __ | __ | __ | __ | ql | __ | __ |
| 1 | ql          | __ | __ | __ | __ | __ | __ | __ |
|   | a           | b  | c  | d  | e  | f  | g  | h  |
|   | oplossing 2 |    |    |    |    |    |    |    |

| 8 | __          | __ | __ | ql | __ | __ | __ | __ |
| 7 | __          | ql | __ | __ | __ | __ | __ | __ |
| 6 | __          | __ | __ | __ | __ | __ | ql | __ |
| 5 | __          | __ | ql | __ | __ | __ | __ | __ |
| 4 | __          | __ | __ | __ | __ | ql | __ | __ |
| 3 | __          | __ | __ | __ | __ | __ | __ | ql |
| 2 | __          | __ | __ | __ | ql | __ | __ | __ |
| 1 | ql          | __ | __ | __ | __ | __ | __ | __ |
|   | a           | b  | c  | d  | e  | f  | g  | h  |
|   | oplossing 3 |    |    |    |    |    |    |    |

| 8 | __          | __ | __ | ql | __ | __ | __ | __ |
| 7 | __          | __ | __ | __ | __ | ql | __ | __ |
| 6 | __          | __ | __ | __ | __ | __ | __ | ql |
| 5 | __          | __ | ql | __ | __ | __ | __ | __ |
| 4 | ql          | __ | __ | __ | __ | __ | __ | __ |
| 3 | __          | __ | __ | __ | __ | __ | ql | __ |
| 2 | __          | __ | __ | __ | ql | __ | __ | __ |
| 1 | __          | ql | __ | __ | __ | __ | __ | __ |
|   | a           | b  | c  | d  | e  | f  | g  | h  |
|   | oplossing 4 |    |    |    |    |    |    |    |

| 8 | __          | __ | ql | __ | __ | __ | __ | __ |
| 7 | __          | __ | __ | __ | __ | ql | __ | __ |
| 6 | __          | __ | __ | __ | __ | __ | __ | ql |
| 5 | ql          | __ | __ | __ | __ | __ | __ | __ |
| 4 | __          | __ | __ | ql | __ | __ | __ | __ |
| 3 | __          | __ | __ | __ | __ | __ | ql | __ |
| 2 | __          | __ | __ | __ | ql | __ | __ | __ |
| 1 | __          | ql | __ | __ | __ | __ | __ | __ |
|   | a           | b  | c  | d  | e  | f  | g  | h  |
|   | oplossing 5 |    |    |    |    |    |    |    |

| 8 | __          | __ | __ | __ | ql | __ | __ | __ |
| 7 | __          | __ | ql | __ | __ | __ | __ | __ |
| 6 | __          | __ | __ | __ | __ | __ | __ | ql |
| 5 | __          | __ | __ | ql | __ | __ | __ | __ |
| 4 | __          | __ | __ | __ | __ | __ | ql | __ |
| 3 | ql          | __ | __ | __ | __ | __ | __ | __ |
| 2 | __          | __ | __ | __ | __ | ql | __ | __ |
| 1 | __          | ql | __ | __ | __ | __ | __ | __ |
|   | a           | b  | c  | d  | e  | f  | g  | h  |
|   | oplossing 6 |    |    |    |    |    |    |    |

| 8 | __          | __ | __ | __ | ql | __ | __ | __ |
| 7 | __          | __ | __ | __ | __ | __ | ql | __ |
| 6 | __          | __ | __ | ql | __ | __ | __ | __ |
| 5 | ql          | __ | __ | __ | __ | __ | __ | __ |
| 4 | __          | __ | ql | __ | __ | __ | __ | __ |
| 3 | __          | __ | __ | __ | __ | __ | __ | ql |
| 2 | __          | __ | __ | __ | __ | ql | __ | __ |
| 1 | __          | ql | __ | __ | __ | __ | __ | __ |
|   | a           | b  | c  | d  | e  | f  | g  | h  |
|   | oplossing 7 |    |    |    |    |    |    |    |

| 8 | __          | __ | __ | ql | __ | __ | __ | __ |
| 7 | ql          | __ | __ | __ | __ | __ | __ | __ |
| 6 | __          | __ | __ | __ | ql | __ | __ | __ |
| 5 | __          | __ | __ | __ | __ | __ | __ | ql |
| 4 | __          | __ | __ | __ | __ | ql | __ | __ |
| 3 | __          | __ | ql | __ | __ | __ | __ | __ |
| 2 | __          | __ | __ | __ | __ | __ | ql | __ |
| 1 | __          | ql | __ | __ | __ | __ | __ | __ |
|   | a           | b  | c  | d  | e  | f  | g  | h  |
|   | oplossing 8 |    |    |    |    |    |    |    |

| 8 | __          | __ | ql | __ | __ | __ | __ | __ |
| 7 | __          | __ | __ | __ | __ | ql | __ | __ |
| 6 | __          | __ | __ | ql | __ | __ | __ | __ |
| 5 | ql          | __ | __ | __ | __ | __ | __ | __ |
| 4 | __          | __ | __ | __ | __ | __ | __ | ql |
| 3 | __          | __ | __ | __ | ql | __ | __ | __ |
| 2 | __          | __ | __ | __ | __ | __ | ql | __ |
| 1 | __          | ql | __ | __ | __ | __ | __ | __ |
|   | a           | b  | c  | d  | e  | f  | g  | h  |
|   | oplossing 9 |    |    |    |    |    |    |    |

| 8 | __           | __ | __ | __ | __ | ql | __ | __ |
| 7 | __           | ql | __ | __ | __ | __ | __ | __ |
| 6 | __           | __ | __ | __ | __ | __ | ql | __ |
| 5 | ql           | __ | __ | __ | __ | __ | __ | __ |
| 4 | __           | __ | __ | ql | __ | __ | __ | __ |
| 3 | __           | __ | __ | __ | __ | __ | __ | ql |
| 2 | __           | __ | __ | __ | ql | __ | __ | __ |
| 1 | __           | __ | ql | __ | __ | __ | __ | __ |
|   | a            | b  | c  | d  | e  | f  | g  | h  |
|   | oplossing 10 |    |    |    |    |    |    |    |

| 8 | __           | __ | __ | ql | __ | __ | __ | __ |
| 7 | __           | __ | __ | __ | __ | __ | ql | __ |
| 6 | ql           | __ | __ | __ | __ | __ | __ | __ |
| 5 | __           | __ | __ | __ | __ | __ | __ | ql |
| 4 | __           | __ | __ | __ | ql | __ | __ | __ |
| 3 | __           | ql | __ | __ | __ | __ | __ | __ |
| 2 | __           | __ | __ | __ | __ | ql | __ | __ |
| 1 | __           | __ | ql | __ | __ | __ | __ | __ |
|   | a            | b  | c  | d  | e  | f  | g  | h  |
|   | oplossing 11 |    |    |    |    |    |    |    |

| 8 | __           | __ | __ | __ | __ | ql | __ | __ |
| 7 | __           | __ | __ | ql | __ | __ | __ | __ |
| 6 | __           | __ | __ | __ | __ | __ | ql | __ |
| 5 | ql           | __ | __ | __ | __ | __ | __ | __ |
| 4 | __           | __ | __ | __ | __ | __ | __ | ql |
| 3 | __           | ql | __ | __ | __ | __ | __ | __ |
| 2 | __           | __ | __ | __ | ql | __ | __ | __ |
| 1 | __           | __ | ql | __ | __ | __ | __ | __ |
|   | a            | b  | c  | d  | e  | f  | g  | h  |
|   | oplossing 12 |    |    |    |    |    |    |    |

## Aantal oplossingen
De onderstaande tabel geeft het aantal unieke en verschillende oplossingen voor het aantal {\displaystyle n} koninginnen op een {\displaystyle n\times n} bord.
| n    | Unieke oplossingen    | Verschillende oplossingen |
| ---- | --------------------- | ------------------------- |
| 1    | 1                     | 1                         |
| 2, 3 | 0                     | 0                         |
| 4    | 1                     | 2                         |
| 5    | 2                     | 10                        |
| 6    | 1                     | 4                         |
| 7    | 6                     | 40                        |
| 8    | 12                    | 92                        |
| 9    | 46                    | 352                       |
| 10   | 92                    | 724                       |
| 11   | 341                   | 2680                      |
| 12   | 1787                  | 14.200                    |
| 13   | 9233                  | 73.712                    |
| 14   | 45.752                | 365.596                   |
| ...  |                       |                           |
| 24   | 28.439.272.956.934    | 227.514.171.973.736       |
| 25   | 275.986.683.743.434   | 2.207.893,435.808.352     |
| 26   | 2.789.712.466.510.289 | 22.317.699.616.364.044    |

## Vergelijkbare problemen

### Hogere dimensies
Behalve dat het {\displaystyle n}-damesprobleem het algemene geval is van het achtdamesprobleem, kan het probleem kan ook gesteld worden bij schaakruimtes van hogere dimensies. Zo kunnen bijvoorbeeld 4 dames geplaatst worden in een {\displaystyle 3\times 3\times 3} schaakruimte. Het is geweten dat in een schaakruimte van {\displaystyle d} dimensies met grootte {\displaystyle n} het niet altijd volstaat om {\displaystyle n} dames te hebben.

### Andere stukken
Vergelijkbare problemen kunnen geformuleerd worden met andere schaakstukken. Zo kunnen op een gewoon schaakbord 32 paarden, 14 lopers, 16 koningen of 8 torens geplaatst worden zonder dat ze elkaar slaan. Ook kunnen combinaties gemaakt worden van verschillende stukken, bijvoorbeeld het plaatsen van {\displaystyle n} dames en {\displaystyle m} paarden zonder dat de stukken elkaar kunnen aanvallen. In alle gevallen moet daarbij worden gelet op de toegestane zetten van de betreffende stukken in het schaakspel.

### Schaakvariaties
Gelijkaardige problemen zijn te formuleren voor variaties op schaken, zoals shogi. Het {\displaystyle n+k}-vliegendedraakprobleem bestaat er uit om {\displaystyle k} shogipionnen en {\displaystyle n+k} onderling niet aanvallende gepromoveerde torens te plaatsen op een {\displaystyle n\times n} shogibord.

### Aangepaste borden
Het is ook mogelijk om anders gevormde borden te gebruiken. Een voorbeeld is het torusvormige bord dat Pólya bestudeerde.

### Dominantienummer
Het dominantienummer van een {\displaystyle n\times n} schaakbord is het minimale aantal koninginnen dat op het bord moet staan zijn zodat elk vakje van het schaakbord bedekt is door een dame. Voor {\displaystyle n=8} is dit 5.

### Magische vierkant
In 1992 publiceerden Demirörs, Rafraf en Tanik een methode om bepaalde magische vierkanten om te zetten in oplossingen voor het {\displaystyle n}-damesprobleem en omgekeerd.

### Latijns vierkant
Het achtdamesprobleem kan voorgesteld worden als een Latijns vierkant.

### Exacte overdekking
Het achtdamesprobleem kan herleid worden tot het probleem van het vinden van een exacte overdekking.

### Vervolledigen vann{\displaystyle n}dames
Een gerelateerd probleem is het volgende: gegeven een {\displaystyle n\times n} schaakbord waarop al enkele dames staan, is het dan mogelijk om een dame te plaatsen in elke resterende rij zodat geen enkele dame een andere dame kan aanvallen? In een paper van 2017 beweren de auteurs dat dit probleem NP-volledig is. Het is wel belangrijk om op te merken dat dit niet van toepassing is op het originele achtdamesprobleem; het feit dat er al dames op het bord staan is een cruciaal verschil.